# 佐藤静雄 (参議院議員)
佐藤 静雄（さとう しずお、1931年〈昭和6年〉11月4日 - 2022年〈令和4年〉1月16日）は、日本の政治家、元参議院議員。

## 概要
福島県相馬郡福浦村（現南相馬市小高区）出身。双葉高校卒業。東北大学法学部を卒業後に福島県庁に勤務。出納長等の要職を務めた。
1992年、第16回参議院議員通常選挙に福島県選挙区から自民党公認で立候補し初当選。以後、科学技術政務次官、自治政務次官等の要職を歴任。1998年の第18回参議院議員通常選挙で落選、政界から引退した。2002年、勲三等旭日中綬章受章。
2022年1月16日、心筋梗塞のため、死去。90歳没。死没日付をもって正五位に叙された。

## 職歴

### 県庁時代
- 福島県農政部長
- 福島県総務部長
- 福島県出納長
- 福島県観光開発公社理事長
- 福島県住宅供給公社理事長

### 参議院議員時代

#### 院内役職
- 自由民主党農林部会副部会長
- 自由民主党参議院農林水産部会副部会長
- 参議院農林水産委員会理事
- 科学技術政務次官
- 自由民主党参議院政策審議会副会長
- 参議院予算委員会理事
- 自由民主党参議院国会対策委員会副委員長
- 自由民主党水産部会副部会長
- 自由民主党科学技術部会副部会長
- 参議院災害対策特別委員会理事
- 参議院厚生委員会理事
- 自由民主党参議院厚生部会部会長
- 自治政務次官

#### 院外役職
- 福島県土地改良事業団体連合会顧問
- 福島県漁業協同組合連合会顧問

## その他
- 家族 - 妻、子供二人
- 趣味 - 囲碁、読書、家庭菜園